# Kako je propao rokenrol
Kako je propao rokenrol (ćirilica Како је пропао рокенрол) je jugoslavenska omnibus komedija iz 1989. godine. Sastoji se od tri dijela: Od izvora dva putića, Nije sve u ljubavi (ima nešto i u lovi) i Ne šalji mi pisma, koja su napisali i režirali tri različita scenarista i redatelja. Filmsku glazbu su također zajednički skladali i uglazbili rock sastavi Idoli, Električni orgazam i Disciplina kičme; svaki od sastava je komponirao glazbu za jedan segment filma. Tri različite priče su ispričane satiričnim i apsurdnim humorom u kontekstu popularne i mladenačke kulture u Jugoslaviji, neposredno prije njenog raspada. 
Film je nagrađen Zlatnom arenom za montažu na Pulskom festivalu 1989. Postao je kultni film na prostorima bivše Jugoslavije.

## Soundtrack
Soundtrack izlazi 1989. Glazbu za svaku priču napisali su različiti glazbenici; Vladimir Divljan, Srđan Gojković i Dušan Kojić koji se pojavio i u filmu u ulozi Zelenog zuba

## Lista pjesama
| Broj pjesme | Ime pjesme                            | Pisac                                       | Trajanje |
| 1.          | "Doživljaji Zelenog zuba"             | Dušan Kojić                                 | 4:10     |
| 2.          | "Skalpeli"                            | Vlada Divljan                               | 1:08     |
| 3.          | "Ljubavna tema"                       | Vlada Divljan                               | 0:50     |
| 4.          | "Hasanaginica rep"                    | Vlada Divljan                               | 1:03     |
| 5.          | "Montažni kompjuter"                  | Vlada Divljan                               | 0:43     |
| 6.          | "Nindža mix"                          | Vlada Divljan, Zoran Pezo, Branko Vukojević | 1:08     |
| 7.          | "Ljubavna tema Japan"                 | Vlada Divljan                               | 0:16     |
| 8.          | "Skalpeli žive"                       | Vlada Divljan                               | 0:45     |
| 9.          | "Ljubavna tema - kraj"                | Vlada Divljan                               | 0:23     |
| 10.         | " Novi doživljaji Zelenog zuba"       | Dušan Kojić                                 | 0:30     |
| 11.         | " Drakulina tema"                     | Srđan Gojković                              | 0:45     |
| 12.         | "Tvoj dan"                            | Srđan Gojković                              | 2:50     |
| 13.         | "Barbarina tema"                      | Srđan Gojković                              | 1:00     |
| 14.         | "Srećna Nova godina"                  | Srđan Gojković                              | 2:09     |
| 15.         | "Ja ne mogu više"                     | Srđan Gojković                              | 2:56     |
| 16.         | "Hajde, hajde devojko"                | Srđan Gojković                              | 2:30     |
| 17.         | "Dobro jutro"                         | Srđan Gojković                              | 1:08     |
| 18.         | "S Najnoviji doživljaji Zelenog zuba" | Dušan Kojić                                 | 1:38     |
| 19.         | "Nećemo I                             | Dušan Kojić                                 | 1:06     |
| 20.         | "Trese, lupa, udara"                  | Dušan Kojić                                 | 3:01     |
| 21.         | "U pozorištu"                         | Dušan Kojić                                 | 1:10     |
| 22.         | "Pokojni Toza"                        | Dušan Kojić                                 | 2:11     |
| 23.         | "S. stan"                             | Dušan Kojić                                 | 2:40     |
| 24.         | "Orman"                               | Dušan Kojić                                 | 0:13     |
| 25.         | "San"                                 | Dušan Kojić                                 | 0:58     |
| 26.         | "Crveno"                              | Dušan Kojić                                 | 3:39     |
| 27.         | "Waka - Ćaka"                         | Dušan Kojić                                 | 0:33     |
| 28.         | "Nećemo II"                           | Dušan Kojić                                 | 3:19     |
| 29.         | "E & Đ stan"                          | Dušan Kojić                                 | 2:17     |
| 30.         | "Zdravo, Zube zeleni"                 | Dušan Kojić                                 | 2:35     |

## Vanjske poveznice
- Kako je propao rokenrol na Internet Movie Databaseu